# Hoegaarden (gmina)
Hoegaarden (fr. Hougaerde) – miejscowość i gmina (gemeente) w Belgii, w Regionie Flamandzkim, w prowincji Brabancja Flamandzka, w okręgu Leuven. 1 stycznia 2024 roku liczyła 6873 mieszkańców.

## Podział administracyjny
W skład gminy wchodzą dwie dzielnice (deelgemeente):
- Meldert
- Outgaarden

## Demografia
- Źródła: NIS, od 1806 do 1981= według spisu; od 1990 liczba ludności w dniu 1 stycznia

1 stycznia 2024 całkowita populacja Hoegaarden liczyła 6873 osoby. Łączna powierzchnia gminy wynosi 34,13 km², co daje gęstość zaludnienia 201 mieszkańców na km².

## Współpraca
Miejscowość partnerska:
- Altmünster, Austria